# Schafflützel
Schafflützel ist ein Familienname, der seinen Ursprung in der Deutschschweiz hat.

## Bedeutung, Herkunft
Der Name setzt sich aus den Wörtern Schaffer (hier im Sinne von Arbeiter) und Lützel (klein, hier als Personenbeschreibung ein Taugenichts) zusammen; ein Schafflützel war demnach jemand, der sich «den Schein eines gewaltigen Arbeiters gibt und doch Nichts ausrichtet». Solche sogenannten Satznamen, wie Schaff-lützel für einen Arbeitsscheuen, hatten ihre Blütezeit im 15. Jahrhundert; analog zum Beispiel Hablützel (ein Habenichts) oder Schafroth (Schaff Rat!; jem., der immer einen guten Rat zur Hand hat).
Der Name ist 1357 in den Steuerbüchern der Stadt und Landschaft Zürich erwähnt.
Die grösste Verbreitung erhielt der Name im Toggenburg. Heimatorte der Namensträger vor dem 20. Jahrhundert waren die Toggenburger Bürgerorte Ennetbühl, Kappel, Krummenau, Mogelsberg und Nesslau.  Im Kirchenbuch von Evangelisch-Nesslau, das die Tauf-, Ehe- und Todeseinträge von 1582 bis 1801 enthält, wird der Name 180-mal erwähnt; er war in Evang.-Nesslau der 28. häufigste Name und wurde dort 1595 erstmals erwähnt.
Heute ist der Name relativ selten, nach der Erhebung des Bundesamtes für Statistik 2022 gibt es in der Schweiz 251 Träger dieses Namens, davon 97 im Kanton St. Gallen, 69 im Kanton Zürich und 17 im Kanton Thurgau.

## Namensträger
- Kurt Schafflützel (1942–2009), Schweizer Jockey und Rennpferdetrainer